# Liste der Paraphrasen, Transkriptionen, Arrangements und Kadenzen von Leopold Godowsky
Diese Liste der Paraphrasen, Transkriptionen, Arrangements und Kadenzen von Leopold Godowsky verzeichnet die Paraphrasen, Transkriptionen, Arrangements und Kadenzen von Leopold Godowsky. Sie sind Anverwandlungen anderer  Kompositionen.

## Liste
| Komponist               | Titel | Bearbeitung | Widmungsträger |
| ----------------------- | --- | --- | --- |
| Isaac Albéniz           | Tango D-Dur, op. 165.2 | Konzertfassung (1921) | in manchen Ausgaben A. Mandelstam oder Alexis Kall |
| Albeniz                 | Iberia, Buch 2, Nr. 3 | Konzert-Arrangement (1938) | Arthur Rubinstein |
| Johann Sebastian Bach   | Sonate Nr. 1 g-Moll für Violine | dito | Franz Kneisel |
| Bach                    | Sonate Nr. 2 h-Moll für Violine | sehr frei transkribiert und für das Klavier bearbeitet (1924)                                                                     | Henriot Levy oder Sergei Rachmaninow |
| Bach                    | Sonate Nr. 3 a-Moll für Violine | dito | Leopold Auer |
| Bach                    | Suite Nr. 3 C-Dur für Violoncello | dito | Mario Paci |
| Bach                    | Suite Nr. 5 c-Moll für Violoncello | dito | Pablo Casals |
| Ludwig van Beethoven    | 4. Klavierkonzert | Kadenzen (1909) | ./. |
| Georges Bizet           | Adagietto aus L’Arlésienne | (1927) | Leonard S. Saxe |
| Carl Bohm               | Still wie die Nacht | | Dr. Alexis Kall |
| Frédéric Chopin         | Rondo op. 16 | Konzert-Arrangement (1899) | Carl Faelten |
| Chopin                  | Walzer Es-Dur op. 18 | Konzert-Paraphrase (1899) | Otto (Wilhelm Gottholdt) Pfefferkorn |
| Chopin                  | Etüden | Studien über die Etüden von F. Chopin                                                                                             | |
| Chopin                  | Walzer Des-Dur op. 64.1 | Konzert-Arrangement (1923) | ./. |
| Chopin                  | Walzer As-Dur op. 64.3 | Konzert-Arrangement (1927) | Leff Pouishnoff |
| Chopin                  | Walzer As-Dur op. 69.1 | Konzert-Arrangement (1927) | Camille Decreus |
| Chopin                  | Walzer f-Moll op. 70.2 | Konzert-Arrangement (1927) | Archy Rosenthal |
| Chopin                  | Walzer Des-Dur op. 70.3 | Konzert-Version (1921) | Gertrude Huntly Green |
| Benjamin Godard         | Canzonetta B-Dur aus dem Concerto romatique | (1927) | Jerome David Kern |
| Adolf von Henselt       | Etüde Fis-Dur op. 2.6 „Si oiseau j’étais“ | Konzert-Arrangement (1899) | Alexander Lambert |
| Henselt                 | Etüde Fis-Dur op. 2.6 „Si oiseau j’étais“ | Konzert-Arrangement mit Kadenz | Felix Blumenfeld |
| Henselt                 | Etüde Fis-Dur op. 2.6 „Si oiseau j’étais“ | Transkription (1931) | Alexander Raab |
| Fritz Kreisler          | Rondino über ein Thema von Beethoven | | Mischa Elman |
| Wolfgang Amadeus Mozart | 10. Konzert für zwei Klaviere | Zwei Kadenzen (1921) | Gertrude Huntly |
| Mozart                  | 24. Klavierkonzert | Kadenzen zum 1. und 3. Satz (1925)                                                                                                | Vera Kaplun Aronson |
| Mozart                  | 23. Klavierkonzert | Kadenz (1927) | Maurice Aronson |
| Camille Saint-Saëns     | Der Schwan | (1927) | John George Hinderer |
| Saint-Saëns             | Der Schwan | frei bearbeitet für Violine und Klavier (1929)                                                                                    | Isidor Achron |
| Franz Schubert          | Ballettmusik aus „Rosamunde“ | Konzert-Arrangement | ./. |
| Schubert                | Moment musical op. 94.3 | Arrangiert und nach fis-Moll transponiert (1922)                                                                                  | Mrs. Ernest Newman (U.K.-Ausgabe), Simeon Rumschisky (U.S.-Ausgabe) |
| Schubert                | Lieder 1. Wohin? (D 795.2) 2. Das Wandern 3. Heidenröslein (D 257) 4. Gute Nacht (D 911.1) 5. Morgengruß (D 795.8) 6. Wiegenlied (D 498) 7. Die Forelle (D 550) 8. Die junge Nonne (D 828) 9. Litanei (D 343) 10. Liebesbotschaft (D 957.1) 11. An Mignon (D 161) 12. Ungeduld (D 795.7) | frei für das Klavier übertragen (1926)                                                                                            | 1. Sergei Rachmaninow 2. Isidore Philipp 3. Prinz Mohammed Mohiuddin 4. Berthold Neuer 5. Joseph Gahm 6. Dr. A.I. Ringer 7. Cora Neuer 8. David Saperton 9. Robert Braun 10. Hans Heniot 11. Herman Wasserman 12. Gertrude Huntly |
| Robert Schumann         | Du bist wie eine Blume, op. 25.24 | (1921) | |
| John Stafford Smith     | The Star-Spangled Banner | Konzert-Version | |
| Oscar Strauss           | Der letzte Walzer | Paris 1928 | |
| Johann Strauss          | Symphonische Metamorphosen Johann Strauss’scher Themen | Drei Walzer-Paraphrasen für das Pianoforte zum Concert-Vortrag (1912) 1. Künstlerleben 2. Die Fledermaus 3. Wein, Weib und Gesang | 1. Herrn & Frau Johann Simon 2. Frau Johann Strauss 3. Dr. Heinrich Steger |
| Strauss                 | Paris 1928 | Symphonic Metamorphoses of the Schatz-Walzer Themes from the Gypsy Baron, hg. von Davis Saperton (1941)                           | Simon Barere |
| Richard Strauss         | Ständchen (Serenade), op.17.2 | New York 1922 | Samuel D. Stein |
| Carl Maria von Weber    | Aufforderung zum Tanz | Kontrapunktisches Arrangement (1905)                                                                                              | Ferruccio Busoni |
| Weber                   | Aufforderung zum Tanz | Kontrapunktische Paraphrase für zwei Klaviere mit möglicher Begleitung eines dritten (1922)                                       | Guy Maier und Lee Pattison (Klavierduo) |
| Weber                   | Momento capriccioso op. 12 | Konzert-Arrangement (1904) | Johan Wijsman |
| Weber                   | Perpetuum mobile (Rondo aus der Klaviersonate Nr. 1 C-Dur op. 24) | Konzert-Arrangement (1903) | |

## Quelle
- Jeremy Nicholas: Godowsky – ein Pianist für Pianisten. Eine Biographie Leopold Godowskys, mit einem Vorwort von Jorge Bolet, aus dem Englischen übersetzt von Ludwig Madlener. STACCATO-Verlag, Düsseldorf 2012. ISBN 978-3-932976-50-6, S. 216–230.